# Софийска духовна семинария
Софийската духовна семинария „Св. Йоан Рилски“ в София е основната семинария на Българската православна църква.
Тя е приемник на предишата Самоковска духовна семинария, основана през 1876 г. от волни пожертвования, допълнение с фонда, завещан на родния му град от митрополит Авксентий Велешки. По-късно учебното заведение се мести в София.

## История
През 1902 г. е положен първият камък за построяването на самостоятелна сграда на семинарията в София от княз Фердинанд I. Тя е изградена в Лозенец по проект на Фридрих Грюнангер и е завършена през 1905 година. На 20 януари 1903 г. започват редовните занимания на семинарията. Курсът на обучение бил шестгодишен, след което завършилите получавали свидетелство за зрялост, давало им правото да продължат обучението си във висшите училища или да бъдат ръкоположени за свещеници.
По време на Балканската и Първата световна война пансионът на семинарията е използван за военна болница. По време на земеделския режим (1920 – 23), сградите са използвани и от новооткрития Агрономически факултет на СУ. В края на Втората световна война сградите се използват за щаб на Червената армия, а след края на войната – до 1950 г., от Съюза за българо-съветска дружба.
На 20 септември 1950 семинарията е преместена в Черепиш, близо до Черепишкия манастир, а сградата е дадена за Дворец на пионерите. Сградата е върната на Семинарията след Министерско постановление през 1990 година.
През 1997-1998 година е построен параклисът на семинарията, който е посветен на Рождество Христово. Освещаването е извършено от блаженопочившият митрополит Геласий, тогава главен секретар на Св. Синод заедно с архимандрит Сионий, ректор на семинарията, и архимандрит Николай, протосингел на Софийска епархия. Стенописите в параклиса са дело на художника Йордан Нешовски и в тях преобладават светци, просияли в българските земи: Кирил и Методий, Климент Охридски, Наум Охридски, Йоан Рилски Чудотворец, патриарх Евтимий Търновски, Пимен Зографски.
През 1999 година в притвора на храма е поставено копие на чудотворната икона на Божията майка от Несебър - „Св. Богородица – Одигитрия“ (пътеводителка). Иконата е изографисана по поръка на ректора Сионий.
През 2023 година в главния храм на семинарията е въведена иконата на света Богородица Портаитиса (Вратарница). Тя е поставена на специално изработен проскинитарий, който се намира в лявата част на храма. Въвеждането е извършено в навечерието на празника Покров Богородичен, като богослужението е оглавено от Браницки епископ Пахомий, ректор на семинарията, в съслужение с архимандрит Мелетий Спасов.

## Ректори
| №   | Име                              | Фото    | Период             | Забележка                                              |
| --- | -------------------------------- | ------- | ------------------ | ------------------------------------------------------ |
| 1.  | Йоаким Бакалов                   |         | 1903 – 1904        |                                                        |
| 2.  | Архимандрит Климент Шивачев      |         | 1904 – 1906        | впоследствие врачански митрополит                      |
| 3.  | Епископ Неофит Велички           |         | 1906 – 1912        | впоследствие видински митрополит                       |
| 4.  | Архимандрит Макарий Стамов       | Макарий | 1912 – 1916        | впоследствие неврокопски митрополит                    |
| 5.  | Йоаким Бакалов                   |         | 1916 – 1917        | -                                                      |
| 6.  | Епископ Павел Драговитийски      |         | 1917 – 1923        | впоследствие старозагорски митрополит                  |
| 7.  | Митрополит Климент Врачански     |         | март – август 1923 | -                                                      |
| 8.  | Епископ Михаил Велички           |         | 1923 – 1926        | впоследствие доростолски и червенски митрополит        |
| 9.  | Епископ Борис Стобийски          |         | 1926 – 1931        | впоследствие неврокопски митрополит                    |
| 10. | Епископ Антим Траянополски       |         | 1931 – 1936        | впоследствие ловчански митрополит                      |
| 11. | Епископ Евлогий Смоленски        |         | 1936 – 1938        | впоследствие сливенски митрополит                      |
| 12. | Епископ Харитон Драговитийски    |         | 1938 – 1941        |                                                        |
| 13. | Архимандрит Николай Кожухаров    |         | 1941 – 1944        | впоследствие макариополски епископ                     |
| 14. | Атанас Караянев                  |         | 1944 – 1946        | -                                                      |
| 15. | Епископ Тихон Смоленски          |         | 1946 – 1971        | -                                                      |
| 16. | Епископ Герасим Браницки         |         | 1971 – 1986        | -                                                      |
| 17. | Архимандрит Йоан Стойков         |         | 1986 – 1987        |                                                        |
| 18. | Протопрезвитер Николай Шиваров   |         | 1987 – 1988        | -                                                      |
| 19. | Епископ Игнатий Знеполски        |         | 1988 – 1990        | впоследствие плевенски митрополит                      |
| 20. | Епископ Григорий Константийски   |         | 1990 – 1994        | впоследствие великотърновски митрополит                |
| 21. | Епископ Игнатий Знеполски        |         | 1994               | впоследствие плевенски митрополит                      |
| 22. | Архимандрит Серафим Геновски     |         | 1994 – 1996        |                                                        |
| 23. | Епископ Сионий Велички           |         | 1996 – 2009        | впоследствие игумен на Троянския и Бачковския манастир |
| 24. | Архимандрит Сергий Шапков        |         | 2009 – 2010        |                                                        |
| 25. | ставрофорен иконом Захарий Дечев |         | 2010 – 2011        |                                                        |
| 26. | Димитър Костадинов               |         | 2011 – 2017        |                                                        |
| 27. | Епископ Пахомий Браницки         |         | 2017 – 2024        | впоследствие видински митрополит                       |
| 28. | Епископ Мелетий Знеполски        |         | 2024 –             |                                                        |